# T2L
Il modello T2L è un formulario doganale che certifica lo status unionale di una merce che in base ai trattati può circolare liberamente fra i paesi membri dell'Unione Europea.

## Storia
Il modello venne istituito con il regolamento dell'Unione europea n. 2313/69 del 19 novembre 1969 ed è entrato in vigore il 1 gennaio 1970.
Viene utilizzato in particolare quando la merce viene trasportata via mare in quanto, se il trasporto non viene effettuato da un servizio autorizzato, la stessa perde lo status di merce unionale.
Un altro uso di tale documento è, in alternativa alla fattura originale, la certificazione dello status unionale e del pagamento dell'IVA per le imbarcazioni da diporto europee che navigano nelle acque di un'altra nazione comunitaria (in particolar modo la Croazia).
Il documento ha validità limitata e viene emesso dall'Ufficio delle Dogane alle quali va richiesto da un doganalista autorizzato. Dal 2024 sono stati resi in forma digitale